# Heliura nivaca
Heliura nivaca är en fjärilsart som beskrevs av D. Jones 1915. Heliura nivaca ingår i släktet Heliura och familjen björnspinnare. Inga underarter finns listade i Catalogue of Life.